# Torneo Nacional de Boxeo Playa Girón 2000
Das Torneo Nacional de Boxeo Playa Girón 2000 wurde vom 19. bis zum 29. Januar 2000 in Guantánamo ausgetragen und war die 39. Austragung der nationalen kubanischen Meisterschaften im Amateurboxen.

## Medaillengewinner
Die Meistertitel wurden in zwölf Gewichtsklassen vergeben.
| Gewichtsklasse                  | Gold                  | Silber            | Bronze               |
| ------------------------------- | --------------------- | ----------------- | -------------------- |
| Halbfliegengewicht (bis 48 kg)  | Yuriorkis Gamboa      | Yan Barthelemí    | Guillermo Valenciano |
| Halbfliegengewicht (bis 48 kg)  | Yuriorkis Gamboa      | Yan Barthelemí    | Endry Quiala         |
| Fliegengewicht (bis 51 kg)      | Maikro Romero         | Yosvany Acosta    | Ramon Beltran        |
| Fliegengewicht (bis 51 kg)      | Maikro Romero         | Yosvany Acosta    | Daniel Guibert       |
| Bantamgewicht (bis 54 kg)       | Guillermo Rigondeaux  | Puro Pairol       | Lester Díaz          |
| Bantamgewicht (bis 54 kg)       | Guillermo Rigondeaux  | Puro Pairol       | Alexandre Jiménez    |
| Federgewicht (bis 57 kg)        | Yosvany Aguilera      | Josue Caraballo   | Enrique Carrión      |
| Federgewicht (bis 57 kg)        | Yosvany Aguilera      | Josue Caraballo   | Neslan Machado       |
| Leichtgewicht (bis 60 kg)       | Mario Kindelán        | Rudinelson Hardy  | Juan Despaigne       |
| Leichtgewicht (bis 60 kg)       | Mario Kindelán        | Rudinelson Hardy  | Oscar Jardinez       |
| Halbweltergewicht (bis 63,5 kg) | Diógenes Luna         | Wisney Aldazabal  | Yosvani Delgado      |
| Halbweltergewicht (bis 63,5 kg) | Diógenes Luna         | Wisney Aldazabal  | Yoel Delvas          |
| Weltergewicht (bis 67 kg)       | Juan Hernández Sierra | Roberto Guerra    | Héctor Vinent        |
| Weltergewicht (bis 67 kg)       | Juan Hernández Sierra | Roberto Guerra    | Aldo Moreno          |
| Halbmittelgewicht (bis 71 kg)   | Daniel Hurtado        | Anibal Rodríguez  | Offany Suárez        |
| Halbmittelgewicht (bis 71 kg)   | Daniel Hurtado        | Anibal Rodríguez  | Yoandry Baro         |
| Mittelgewicht (bis 75 kg)       | Jorge Gutiérrez       | Yohanson Martínez | Alfredo Duvergel     |
| Mittelgewicht (bis 75 kg)       | Jorge Gutiérrez       | Yohanson Martínez | Pedro Nieves         |
| Halbschwergewicht (bis 81 kg)   | Humberto Savigne      | Isael Álvarez     | Amaury Campanioni    |
| Halbschwergewicht (bis 81 kg)   | Humberto Savigne      | Isael Álvarez     | Yosvany Hernández    |
| Schwergewicht (bis 91 kg)       | Odlanier Solís        | Félix Savón       | Alberto Almeida      |
| Schwergewicht (bis 91 kg)       | Odlanier Solís        | Félix Savón       | Noel Pérez           |
| Superschwergewicht (über 91 kg) | Alexis Rubalcaba      | Pedro Carrión     | Leonardo Enrich      |
| Superschwergewicht (über 91 kg) | Alexis Rubalcaba      | Pedro Carrión     | Michel López         |